# Juli Fírmic Matern
Juli Fírmic Matern (Julius Firmicus Maternus, però el nom també podria ser Villius) va ser un astròleg romà, autor d'un tractat titulat Julii Firmici Materni Junioris Siculi V. C. Matheseos Libri VIII.
Originari de Siracusa, va viure al segle IV dC. Va fer estudis per advocat i de medicina, però es va dedicar aviat a l'astrologia. Les fonts el citen com a vir clarissimus cosa que sembla indicar que pertanyia a l'orde senatorial. No es descarta que tingués un alt càrrec a l'administració imperial, ja que el seu llibre Matheseos està dedicat a un personatge de l'aristocràcia romana, Egnatius Mavortius Lollianus, que segurament el va ajudar en la seva carrera.
La seva obra Matheseos, escrita cap al 337 no indica que Juli Fírmic tingués grans coneixements d'astrologia. És més aviat una obra de compendi on es tradueixen al llatí llibres de l'Egipte ptolemaic, d'Anubió, d'Hermes Trismegist i d'altres. El llibre no fa cap crítica, però incorpora també textos grecs (Doroteu de Sidó, Hiparc…) i llatins. El llibre inclou també un horòscop de Ruf Albí, el prefecte de la ciutat del 335 al 337.
La Matheseos va ser escrita durant l'etapa en què el seu autor era pagà. Però té una altra gran obra, De errore profanorum religionum publicada el 350 i dirigida als emperadors Constant i Constanci II, on exposa les seves idees cristianes. Aquesta obra ha estat considerada un pamflet i, com la seva conversió, fruit de la duríssima legislació anti-pagana del 341 i 346, recuperant-se de certa manera el menyspreu que van tenir els senadors en temps de la República a l'hel·lenització de la religió i cultura romanes (sent Quint Fabi Màxim Berrugós el més notori en contra de l'hel·lenització, mentre que els majors defensors d'aquesta van ser la Gens Cornèlia).